# Fərid Baku
Fərid Baku – azerski klub piłkarski, mający siedzibę w stolicy kraju, mieście Baku, działający w latach 1995–1997.

## Historia
Chronologia nazw:
- 1995: Fərid Bakı FK
- 1997: klub rozwiązano

Klub sportowy Fərid FK został założony w miejscowości Baku w 1995 roku. W sezonie 1995/96 startował w Birinci Dəstə, zajmując trzecie miejsce i zdobywając historyczny awans do najwyższej ligi, zwanej Yüksək Liqa. Debiutowy sezon 1996/97 zakończył na 7.pozycji. Jednak z przyczyn finansowych zrezygnował z kolejnych rozgrywek i został rozwiązany.

## Barwy klubowe, strój
|  |  |

Klub ma barwy czarno-żółte. Strój jest nieznany.

## Sukcesy

### Trofea międzynarodowe
Nie uczestniczył w rozgrywkach europejskich (stan na 31-05-2019).

### Trofea krajowe
| \| \| Zdobyte trofea w rozgrywkach Azerbejdżanu (stan na: 31-05-2019) \| |                                                                 |      |          |
| Rozgrywki                                                                | Osiągnięcie                                                     | Razy | Sezon(y) |
| Mistrzostwo                                                              | I miejsce                                                       | 0    |          |
| Mistrzostwo                                                              | II miejsce                                                      | 0    |          |
| Mistrzostwo                                                              | III miejsce                                                     | 0    |          |
| Mistrzostwo                                                              | 7.miejsce                                                       | 1    | 1996/97  |
| Puchar                                                                   | zdobywca                                                        | 0    |          |
| Puchar                                                                   | finalista                                                       | 0    |          |
| Puchar                                                                   | półfinalista                                                    | 1    | 1996/97  |
| II liga                                                                  | I miejsce                                                       | 0    |          |
| II liga                                                                  | II miejsce                                                      | 0    |          |
| II liga                                                                  | III miejsce                                                     | 1    | 1995/96  |
| Azerbejdżan                                                              | Zdobyte trofea w rozgrywkach Azerbejdżanu (stan na: 31-05-2019) |      |          |

## Poszczególne sezony

### Rozgrywki międzynarodowe

#### Europejskie puchary
Nie uczestniczył w rozgrywkach europejskich.

### Rozgrywki krajowe
| \| Azerbejdżan \| Bilans występów klubu w rozgrywkach piłkarskich Azerbejdżanu (Stan na 31 maja 2019 r.) \| \| |                                                                                        |        |       |   |   |   |    |    |     |           |        |        |      |
| Poziom | Rozgrywki                                                                              | Sezony | Mecze | Z | R | P | B+ | B– | Pkt | Lata      | Awanse | Spadki | Naj. |
| I | Yüksək Liqa                                                                            | 1      |       |   |   |   |    |    |     | 1996/97   | 0      | 0      | 7    |
| II | Birinci Dəstə                                                                          | 1      |       |   |   |   |    |    |     | 1995/96   | 1      | 0      | 3    |
| | Puchar Azerbejdżanu                                                                    | 2      |       |   |   |   |    |    |     | 1995–1997 | 0      | 0      | 1/2  |
| Azerbejdżan | Bilans występów klubu w rozgrywkach piłkarskich Azerbejdżanu (Stan na 31 maja 2019 r.) |        |       |   |   |   |    |    |     |           |        |        |      |

## Struktura klubu

### Stadion
Klub piłkarski rozgrywał swoje mecze domowe na Stadionie Miejskim w Mərdəkan o pojemności 2000 widzów.

## Kibice i rywalizacja z innymi klubami

### Derby
- AZAL Baku
- Neftçi PFK
- OIK Baku
- Polis Akademiyası Baku
- Səbayil Baku
- Xəzri Buzovna Baku